# 2003 QW91
2003 QW91, também escrito como 2003 QW91, é um objeto transnetuniano que está localizado no Cinturão de Kuiper, uma região do Sistema Solar. Este corpo celeste é classificado como um provável plutino, pois, o mesmo está em uma ressonância orbital de 2:3 com o planeta Netuno. Ele possui uma magnitude absoluta de 9,1 e tem um diâmetro estimado com 67 km.

## Descoberta
2003 QW91 foi descoberto no dia 23 de agosto de 2003 pelo astrônomo Marc W. Buie.

## Órbita
A órbita de 2003 QW91 tem uma excentricidade de 0,272 e possui um semieixo maior de 39,460 UA. O seu periélio leva o mesmo a uma distância de 28,709 UA em relação ao Sol e seu afélio a 50,212 UA.